# Русилівські водоспади
Руси́лівські водоспа́ди — каскад водоспадів; гідрологічна пам'ятка природи місцевого значення в Україні.
Входять до складу Національного природного парку «Дністровський каньйон».

## Розташування
Водоспади розташовані на невеликому потоці (права притока Стрипи) на південний схід від села Русилова Чортківського району Тернопільської області.
Загальна довжина Русилівського потоку — близько 3 км, на ньому є 15 (12) (20) водоспадів заввишки від 1,5 до 12 м і завширшки до 10—15 м, що утворюють великий каскад, загальною довжиною близько 1 км. Красу водоспадів доповнюють вишнево-червоні та блакитно-зелені шари гірських порід на схилах каньйоноподібної долини потоку, порослих чагарниковою і трав'янистою рослинністю. Подекуди нависають пористі гірські породи — вапнякові туфи. На них можна побачити відбитки листків, знайти кістки тварин, які жили тут у далекому минулому.

## Світлини

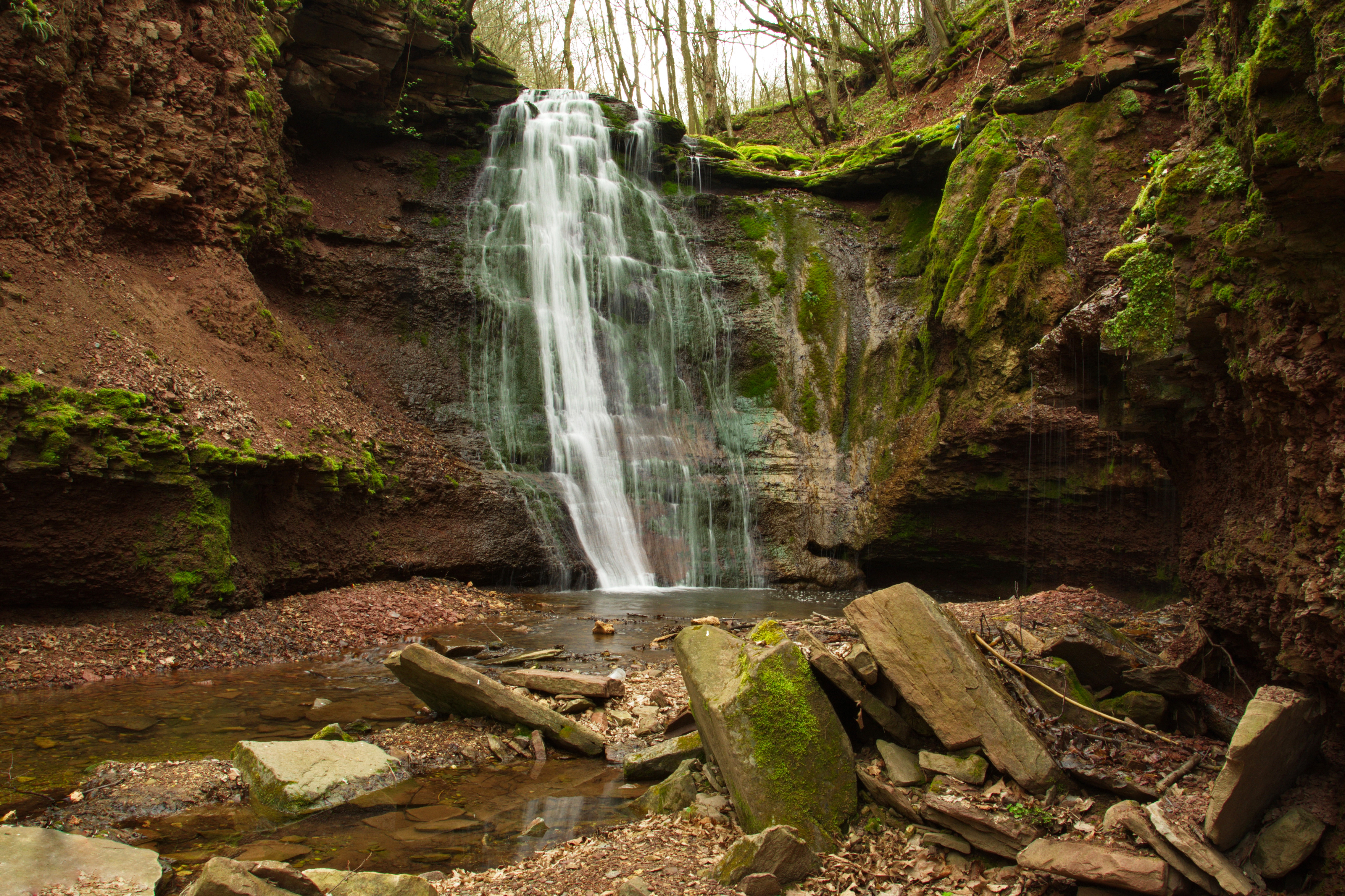
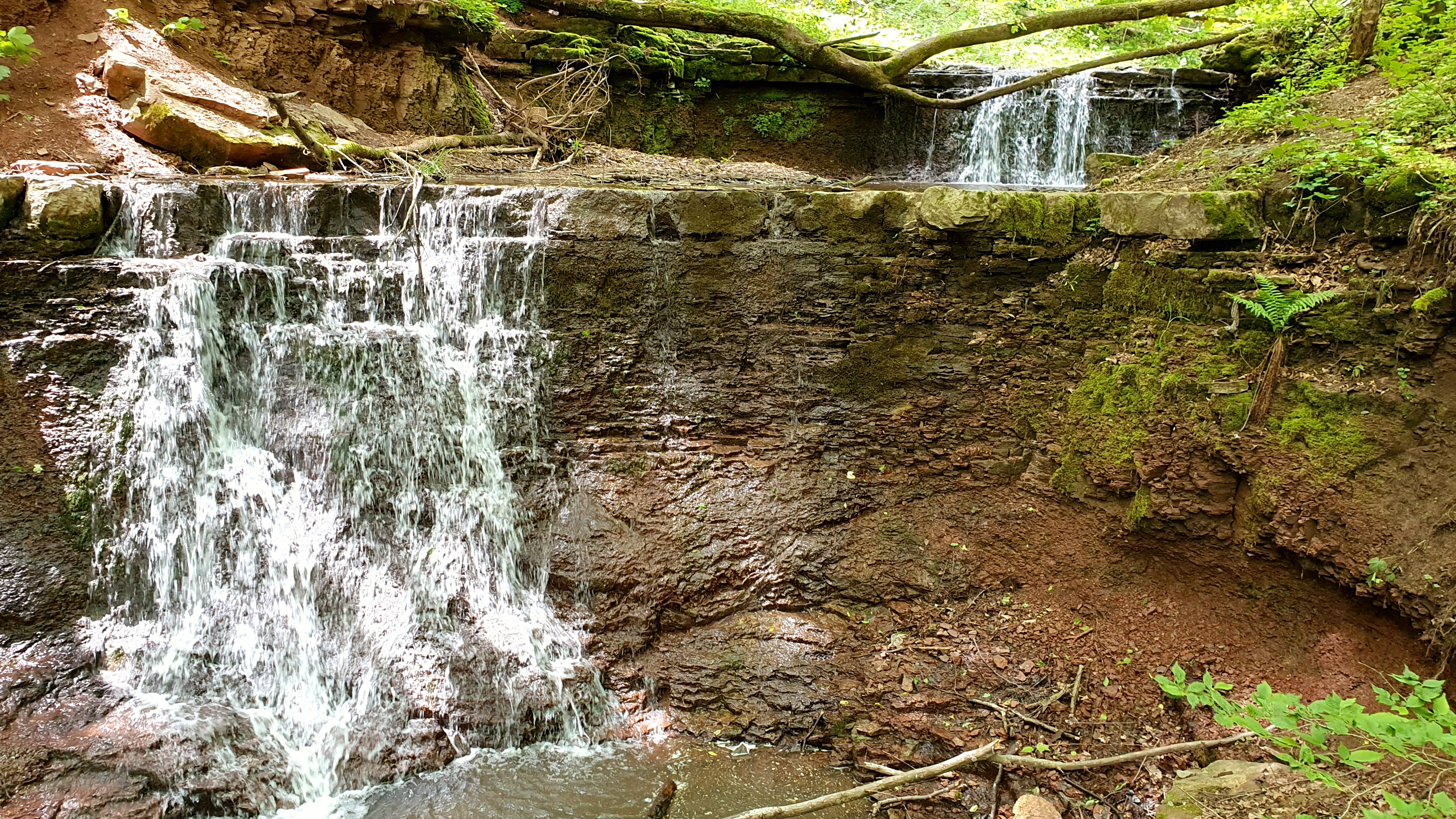
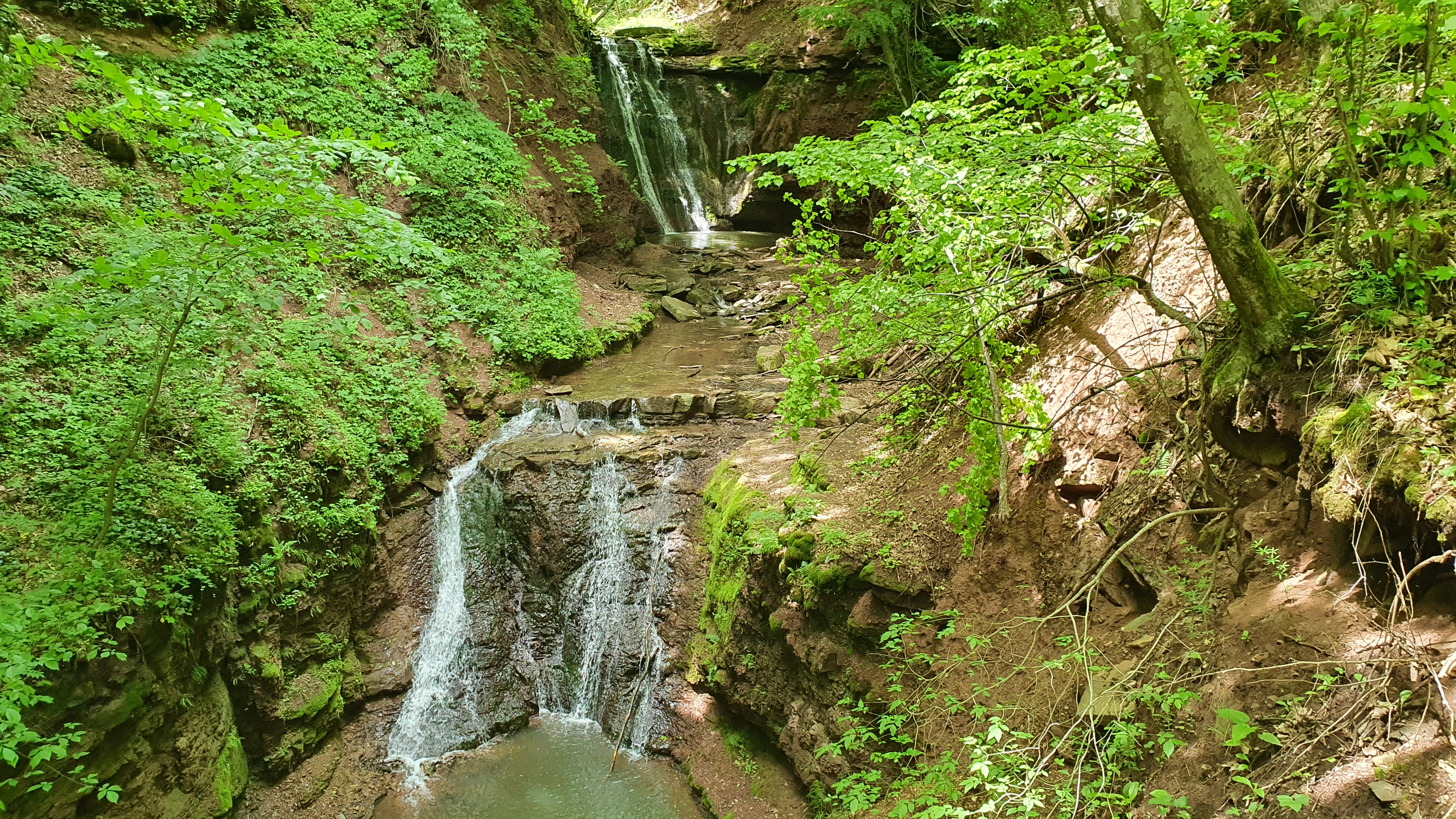
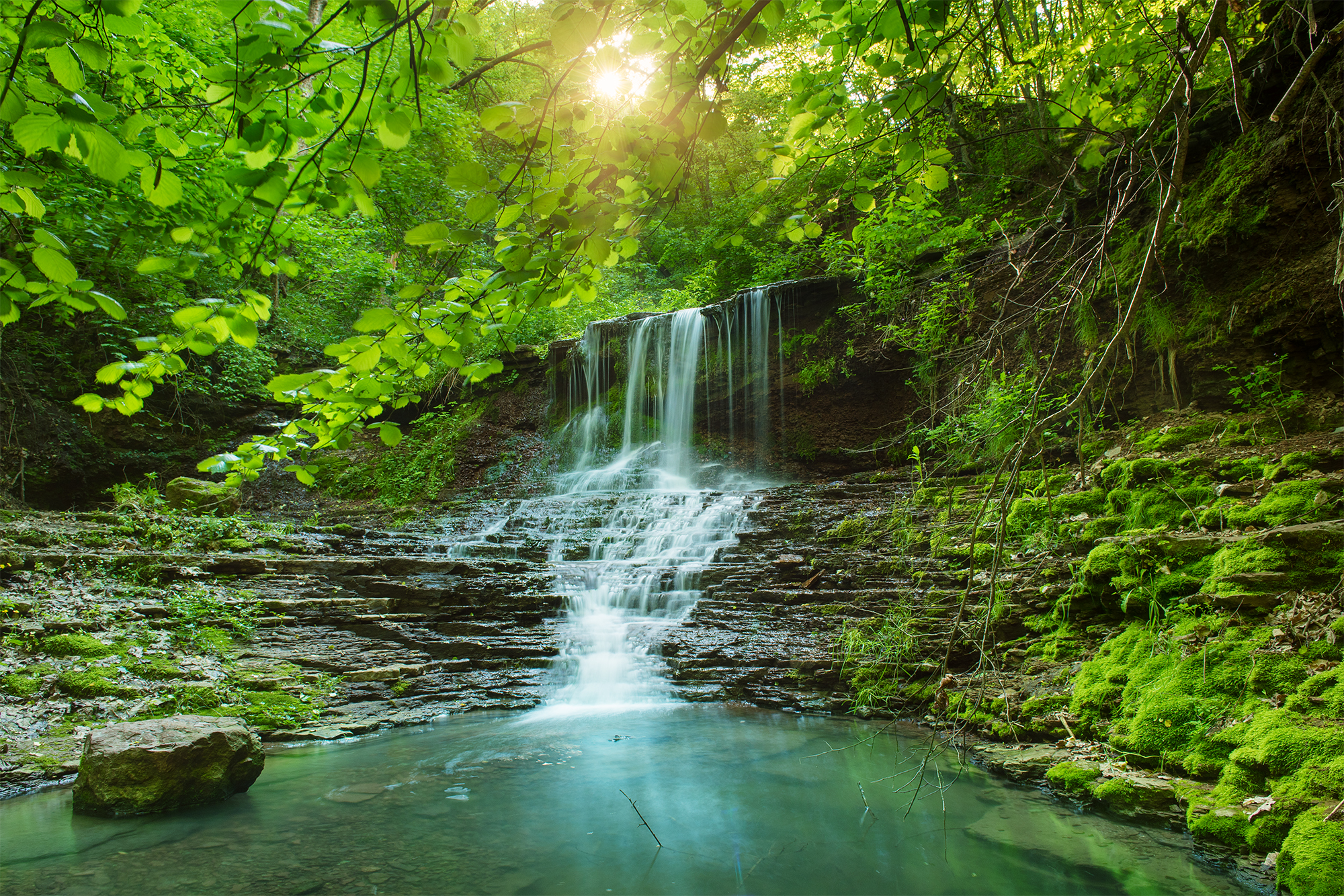